# دالة المجرى (ميكانيكا الموائع)

خطوط الجريان - وهي خطوط ذات قيمة ثابتة لدالة التدفق - للتدفق المحتمل غير القابل للضغط حول أسطوانة دائرية في تدفق منتظم.

يتم تعريف دالة المجرى للتدفقات غير القابلة للضغط (الخالية من الاختلاف) في بعدين - وكذلك في ثلاثة أبعاد مع تناظر المحور. يمكن التعبير عن مكونات سرعة التدفق كمشتقات دالة التدفق القياسي. يمكن استخدام دالة التدفق لرسم خطوط الانسيابية، والتي تمثل مسارات الجسيمات في تدفق ثابت. تم تقديم دالة لاجرانج ثنائية الأبعاد بواسطة جوزيف لويس لاجرانج عام 1781. دالة ستوكس للتدفق ثلاثي الأبعاد المتماثل المحور، وسميت باسم جورج جابرييل ستوكس.
بالنظر إلى الحالة الخاصة لديناميكيات الموائع، فإن الفرق بين قيم دالة التدفق عند أي نقطتين يعطي معدل التدفق الحجمي (أو التدفق الحجمي ) عبر خط يربط بين النقطتين.
نظرًا لأن خطوط الانسياب تكون مماسًا لمتجه سرعة التدفق للتدفق، يجب أن تكون قيمة دالة التدفق ثابتة على طول الخط الانسيابي. تكمن فائدة دالة التدفق في حقيقة أن مكونات سرعة التدفق في اتجاهي x و y عند نقطة معينة يتم الحصول عليها من خلال المشتقات الجزئية لدالة التيار عند تلك النقطة. يمكن تعريف دالة التدفق لأي تدفق بأبعاد أكبر من أو تساوي اثنين، ولكن الحالة ثنائية الأبعاد هي الأسهل بشكل عام في تصورها واشتقاقها.
بالنسبة للتدفق الكامن ثنائي الأبعاد، تكون خطوط الانسياب متعامدة مع الخطوط متساوية الجهد. بالاقتران مع جهد السرعة، يمكن استخدام دالة التدفق لاشتقاق جهد معقد . بمعنى آخر، تمثل دالة التدفق الجزء اللولبي من تحلل هيلمهولتز ثنائي الأبعاد، بينما تمثل السرعة الكامنة للجزء غير الدوراني.

تدفق الحجم عبر المنحنى بين النقاط و